# Semikron

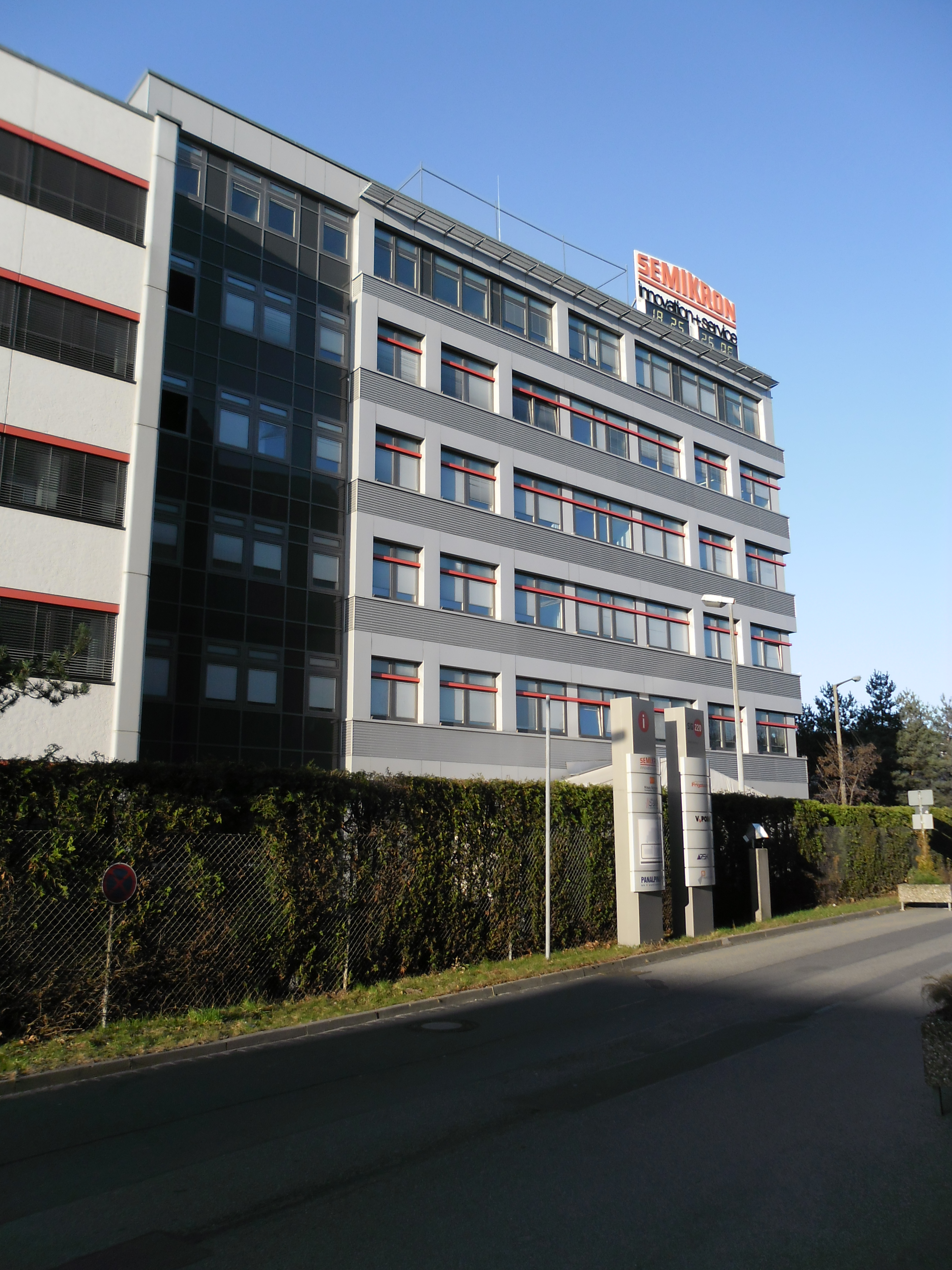
Siège de Semikron à Nuremberg.

Semikron est une société allemande d'électronique spécialisée dans les semi-conducteurs. Semikron a été fondée en 1951 par le Dr. Friedrich Josef Martin à Nuremberg.
Elle vend en ligne via Sindopower, une entreprise dans laquelle elle a des participations.
En mars 2022, SEMIKRON et Danfoss Silicon Power ont annoncé leur fusion pour faire de Semikron Danfoss le partenaire ultime en matière d'électronique de puissance. Le 22 août 2022, moins de cinq mois après l'annonce initiale, le nouveau leader des modules semi-conducteurs de puissance a commencé à faire des affaires sous le nom de Semikron Danfoss.